# Pretty Devil
Pretty Devil è il secondo singolo della cantante italo-norvegese Alessandra Mele, pubblicato il 9 giugno 2023 come secondo estratto dal primo EP Best Year of My Life.

## Tracce
Testi e musiche di Alessandra Mele, Audun Agnar Gulbrandsen, Einar Eriksen Kvaløy, Ludwig Gassner e Margrethe Frich.
1. Pretty Devil – 2:49

## Classifiche
| Classifica (2023) | Posizione massima |
| ----------------- | ----------------- |
| Norvegia          | 40                |